# The Garden’s Tale
The Garden’s Tale ist die vierte Single der dänischen Heavy-Metal-Band Volbeat. Es ist die zweite Singleauskopplung aus ihrem zweiten Studioalbum Rock the Rebel / Metal the Devil.

## Entstehung
Das Lied wurde im Oktober 2006 in den Hansen Studios in der dänischen Stadt Ribe aufgenommen. Text und Musik wurden vom Sänger und Gitarristen Michael Poulsen geschrieben. Produziert wurde das Album von Jacob Hansen. Als Gastmusiker trat Johan Olsen von der dänischen Band Magtens Korridorer auf.
Poulsen und Olsen lernten sich bei den Steppeulv-Awards kennen. Beide Musiker waren in der gleichen Kategorie nominiert. Es stellte sich heraus, dass beide Musiker die Musik der jeweils anderen Bands mögen. In einem Interview erklärte Poulsen, dass, als er das Lied „The Garden’s Tale“ komponierte, Olsens Stimme durch seinen Kopf schwirrte. Poulsen verfasste einen Text, der teilweise in Englisch, teilweise aber auch in Dänisch gehalten ist. Olsen sagte sofort zu und sang im Studio seinen Text ein.
Für das Lied wurde ein Musikvideo gedreht, welches von MTV Dänemark in die „Heavy Rotation“ aufgenommen wurde. Die Single enthält das Titellied in einer verkürzten Radioversion und in der regulären Albumversion.

## Rezeption
Die Single stieg auf Platz 18 der dänischen Singlecharts ein, was gleichzeitig die höchste Platzierung war. Insgesamt verblieb die Single acht Wochen in der dänischen Hitparade, wobei die Single dreimal wieder in die Charts einstieg. In Dänemark wurde die Single mit Platin ausgezeichnet. Die Hörer des dänischen Radiosenders P3 wählten das Lied zu ihrem Lieblingslied und Volbeat wurden mit einem P3 Guld-Preis ausgezeichnet.